# Merengue (CMS)
Merengue es un sistema de gestión de contenido con soporte para plugins que permite crear sitios web escribiendo muy poco código y manteniéndolo limpio, elegante y reutilizable.
El proyecto Merengue comenzó en 2010 fruto de la colaboración entre la UMA y el equipo de Yaco Sistemas.

## Características
- Aspecto configurable usando temas.
- Sistema de plugins avanzado.
- Modelo de datos completo para contenidos gestionables.
- Fácilmente integrable con sistemas GIS. Sistema de permisos sobre contenidos.
- Workflows.
- Edición colaborativa de documentos.
- Escritorio virtual de gadgets conectables, mediante la plataforma EzWeb
- Caching de contenidos transparente en varios backends.
- Interfaz de gestión completa y extendible con plugins.
- Herramientas de traducción, a nivel de modelos de datos y de catálogos de traducción.

- Datos: Q6011044